# Kawanishi Baika
Le Kawanishi Baika (梅花, « Fleur d'abricot ») est un avion kamikaze à pulsoréacteur, que l'empire du Japon n'a pas eu le temps de développer avant la fin de la Seconde Guerre mondiale. Le conflit se termine avant même qu'un prototype ne soit construit.

## Histoire
L'Allemagne Nazie communique au Japon ses données techniques, notamment pour les détails du pulsoréacteur Argus As 014. Il est cependant incertain qu'elle ait transmis les données du V1, sans parler de celles du Fieseler Fi 103R (Reichenberg). Il est à noter que les rapports de renseignement militaire américains notent en octobre 1943 que les Japonais connaissent le V-1, et un rapport indique que le Japon en a reçu un exemplaire en novembre 1944. Les rapports suggèrent également que les Japonais sont très intéressés par les techniques de propulsion du V-1.
Un document de l'armée américaine de 1946 décrit le Baika comme étant une copie du Reichenberg. Le rapport de cargaison du sous-marin japonais I-29 comptabilise un fuselage de V-1 comme inclus dans un envoi de matériel. Certains historiens japonais contemporains débattent sur les données du V-1 et du Fi 103R que les Japonais ont effectivement reçu, et si le Baika ne serait tout simplement pas une conception indépendante.
Le seul résultat tangible de la coopération Allemagne-Japon est cependant la construction de prototypes du pulsoréacteur Maru Ka10 qui motorise le Baika.

## Variantes
Type IUn pulsoréacteur situé au-dessus de l'appareil, derrière le poste de pilotage, et avec un train d'atterrissage largable. Destiné à décoller de façon classique avec son propre moteur (éventuellement avec l'aide de propulseurs largables). L'appareil devait monter à une altitude de 2 000 m en 3 min 55 s.
Type IISimilaire au Type I, mais avec le pulsoréacteur légèrement reculé, aucun train d'atterrissage. Destiné aux lancements sur porte-avions sous-marin.
Type IIIPulsoréacteur installé sur le ventre de l'appareil, aucun train d'atterrissage. Vraisemblablement, cette version devait être larguée dans les airs par des bombardiers moyens tels que le Mitsubishi G4M, le Nakajima G8N ou le Yokosuka P1Y.
Les illustrations acceptées du Baika proviennent du livre  Kiku Gijutsu No Zenbo , de 1953, dans lequel le commandant Iwaya (l'homme qui a amené les données du Me 163 et du BMW 003 au Japon) fournit des dessins des trois versions du Baika, avec pour chacune un train d'atterrissage en place.